# コンピュータオリンピアード
コンピュータオリンピアード（英: Computer Olympiad）は様々なゲームでコンピュータプログラムを競わせる競技会である。
実施されるゲームの大半がボードゲームであるがコントラクトブリッジのような他の種類のゲームも含まれる。当初、大会はロンドンかマーストリヒトで開催されていたが、世界各国の持ち回りで開催されるようになった。
多くのボードゲームにとってコンピュータオリンピアードは世界一のコンピュータプレイヤーのタイトルを得る機会となっている。

## 歴史
本大会は1980年代にチェス選手のデービッド・レビーによって創設され、第1回大会が1989年にロンドンのパークレーンホテルで開催された。
1992年の第4回大会まで毎年開催することができたが、その後しばらく中断した。大会は2000年のマインドスポーツオリンピアードの中で実施されることで復活した。近年は国際コンピュータゲーム協会 (ICGA) が年1回大会を組織している。
日本では2010年に、金沢市のしいのき迎賓館で開催された。最終日には囲碁棋士の藤沢里菜初段が、大会で優勝した囲碁のソフトと公開対局する。

## 実施競技
- アバロン
- アマゾン
- アリマア
- マンカラ（アワリ）
- バックギャモン
- コントラクトブリッジ
- チェッカー
- チェス
- シャンチー（象棋）
- バンキ（半棋）
- 中将棋
- Clobber
- コネクト6（六子棋）
- 四目並べ（コネクト4）
- ドミノ
- Dots and boxes
- Draughts
- EinStein würfelt nicht
- ジン・ラミー
- GIPF
- 囲碁（19路盤、13路盤、9路盤）
- 五目並べ
- Havannah
- ヘックス
- Kriegspiel
- Light up
- ラインズ・オブ・アクション
- 麻雀
- Matrix
- 5五将棋
- ナイン・メンズ・モリス
- NoGo
- Nonograms
- Nurikabe
- Octi
- オセロ
- Phantom Go
- ポーカー
- ビリヤード（Computational Pool）
- Qubic
- Quoridor
- 連珠
- スクラブル
- 将棋
- Surakarta

以下のゲームは実施が予定されたが、参加者不足のため実施できなかったものである。
- TwixT

## 大会一覧
| 回 | 年   | 開催地         |              |
| -- | ---- | -------------- | ------------ |
| 1  | 1989 | ロンドン       | イギリス     |
| 2  | 1990 | ロンドン       | イギリス     |
| 3  | 1991 | マーストリヒト | オランダ     |
| 4  | 1992 | ロンドン       | イギリス     |
| 5  | 2000 | ロンドン       | イギリス     |
| 6  | 2001 | マーストリヒト | オランダ     |
| 7  | 2002 | マーストリヒト | オランダ     |
| 8  | 2003 | グラーツ       | オーストリア |
| 9  | 2004 | ラマト・ガン   | イスラエル   |
| 10 | 2005 | 台北           | 台湾         |
| 11 | 2006 | トリノ         | イタリア     |
| 12 | 2007 | アムステルダム | オランダ     |
| 13 | 2008 | 北京           | 中国         |
| 14 | 2009 | パンプローナ   | スペイン     |
| 15 | 2010 | 金沢           | 日本         |
| 16 | 2011 | ティルブルフ   | オランダ     |
| 17 | 2013 | 横浜           | 日本         |
| 18 | 2015 | ライデン       | オランダ     |